# بی‌دینی در جمهوری آذربایجان
بی‌دینی در آذربایجان تفاسیر مختلفی با توجه به تفاوت در نظرسنجی‌ها دارد. اگرچه اسلام شیعه مذهب غالب این کشور است، اما مردم این کشور وابستگی زیادی به آن ندارند. شمار افراد خداناباور یا ندانم‌گرا در آذربایجان دشوار است، زیرا اعتقاد آنان در سرشماری‌های رسمی کشور پرسیده نمی‌شود. آذربایجان یکی از مهم‌ترین کشورهای سکولار در جهان اسلام است.

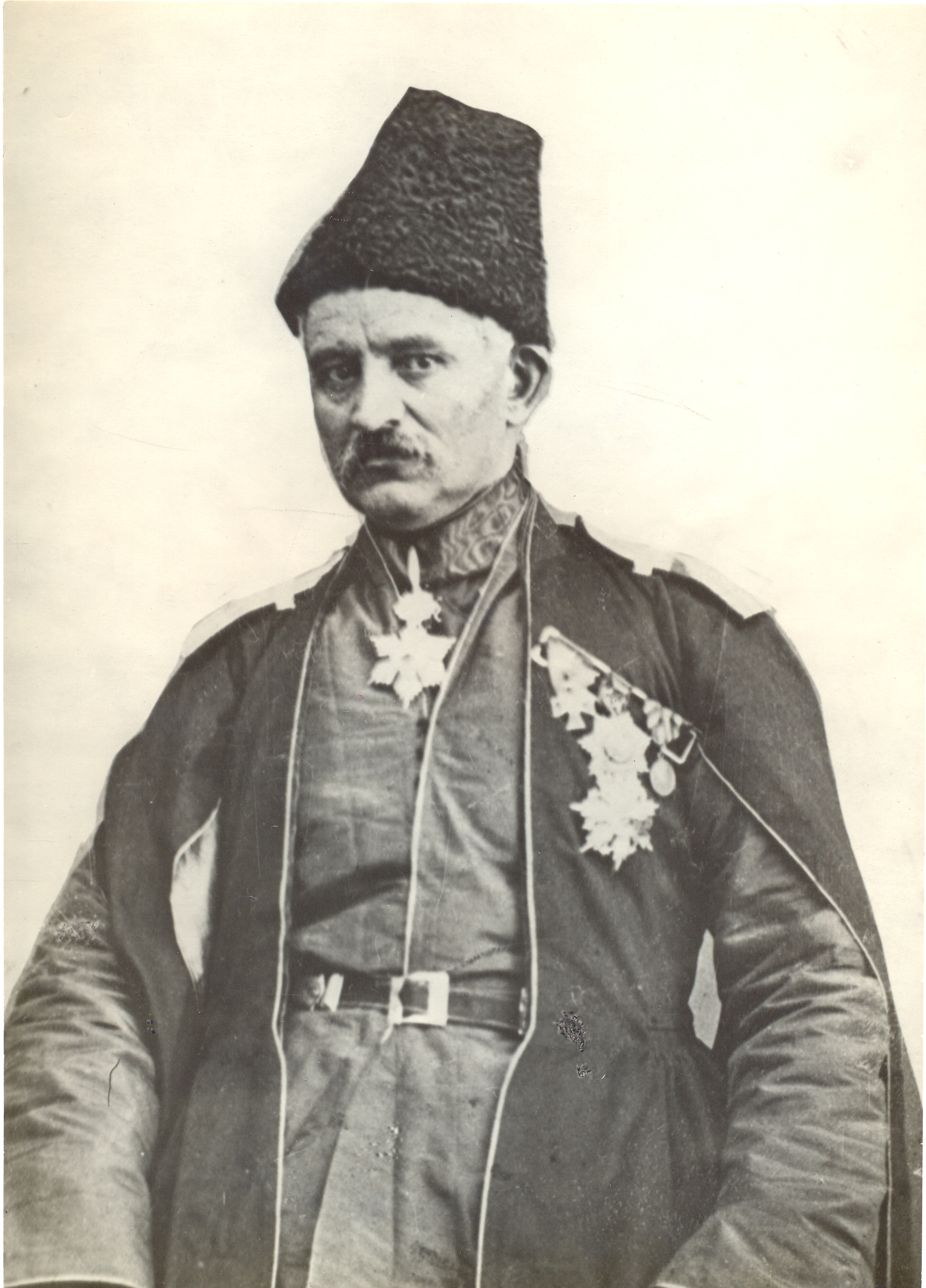
میرزا فتحعلی آخوندزاده مدرن گرای آذری در قرن ۱۹ آذری و پدر جنبش خداناباوران آذربایجان.

طبق نظرسنجی اخیر مؤسسهٔ نظرسنجی گالوپ، آذربایجان یکی از مهم‌ترین و غیرمذهبی‌ترین کشورهای مسلمان جهان است که حدود ۵۳ درصد از پاسخ‌دهندگان، دین را در زندگی خود را کم‌اهمیت یا بدون اهمیت دانسته‌اند. همان نظرسنجی نشان می‌دهد که تنها ۲۰ درصد از پاسخ‌دهندگان به شرکت در مراسم مذهبی معتقد هستند.